# Олива, Джованни Паоло
Джованни Паоло Олива (итал. Giovanni Paolo Oliva, 4 октября 1600, Генуя — 26 ноября 1681, Рим) — итальянский иезуит, одиннадцатый Генерал Общества Иисуса (ордена иезуитов) в 1664—1681 годах. Оратор, богослов. Духовный писатель

.

## Биография
В ноябре 1616 года вступил в иезуитский орден. Служил апостольским проповедником при четырёх Папах — Иннокентии X, Александре VII, Клименте IX и Клименте X.
В 1661 году в связи с болезнью Верховного генерала Госвина Никеля 11-я Генеральная конгрегация избрала его генеральным викарием с правом наследования.
После смерти предшественника 31 июля 1664 года стал верховным генералом Общества Иисуса.
Период его правления был отмечен активной полемикой со сторонниками квиетизма и галликанизма, а также спорами о китайских обрядах.
Олива стремился улучшить отношения с другими религиозными орденами, решая и улаживая все спорные вопросы. Поддерживал отправку миссий иезуитов в разные страны, особенно в Японию и Непал.
Олива — автор многих томов проповедей, в частности в 1659 году издал 2 тома проповедей, прочитанных при папском дворе. Особенно интересны 10 томов Sermoni domestici («Домашних наставлений, сделанных частным образом в римских домах Общества Иисуса», Рим, 1670—1682, последний том вышел посмертно), в которых собраны наставления римским иезуитам прочитанные до начала и во время его длительного правления. Они имеют явно практический характер и почти не касаются вопросов вероучения, но подчёркивают важность различных моментов соблюдения устава, необходимость молитвы, самоотречения и др.
В этих 97 пространных беседах ясно видно, к каким предметам автор считает нужным возвращаться чаще при духовной подготовке монашествующих. Неоднократно подчёркивает великую важность ежедневной молитвы, послушания, скромности, всеобщей верности правилам, даже для самых старших, бескорыстного и самозабвенного рвения.
Сохранившиеся сочинения и проповеди показывают его солидное образование и благочестие.
В 1678 году английский заговорщик Титус Оутс, обвинил Джованни Паоло Олива в сфабрикованном им, так называемом, Папистском заговоре с целью убийства короля Англии Карла II.

## Избранные сочинения
- Prediche dette nel Palazzo Apostolico , 3 vol., Roma 1659—1674
- Quaranta sermoni in varii luoghi sacri di Roma , Roma 1670
- Sermoni domestici , 10 т., Roma 1670—1682 гг.
- In selecta Scripturae loca ethicae commentationes , 6 vol., Lyon 1677—1670.